# Vauvre
La Vauvre est une rivière française, coulant dans les départements de la Creuse et de l'Indre, en régions Nouvelle-Aquitaine et Centre-Val de Loire, et un affluent de l'Indre donc un sous-affluent du fleuve la Loire.

## Géographie
Longue de 38,8 km, elle naît sur la commune de La Forêt-du-Temple, au lieu-dit la Graule, à 396 m d'altitude, dans le département de la Creuse.
Elle coule globalement du sud vers le nord.
Son confluent avec l'Indre est situé sur le territoire de la commune de Mers-sur-Indre, à 170 m d'altitude, dans le département de l'Indre.

### Communes et cantons traversés
Dans les deux départements de la Creuse et de l'Indre, la Vauvre traverse les neuf communes suivantes, de l'amont vers l'aval, de La Forêt-du-Temple (source), Aigurande, Crozon-sur-Vauvre, Saint-Denis-de-Jouhet, Chassignolles, Fougerolles, Sarzay, Montipouret, Mers-sur-Indre (confluence).
Soit en termes de cantons, la Vauvre prend source dans le canton de Bonnat, conflue le canton de Neuvy-Saint-Sépulchre, le tout dans les arrondissements de Guéret et de La Châtre, dans les intercommunalité communauté de communes Portes de la Creuse en Marche, communauté de communes de la Marche Berrichonne, communauté de communes de La Châtre et Sainte-Sévère, communauté de communes du Val de Bouzanne.

### Toponyme
La Vauvre a donné son hydronyme à la commune de Crozon-sur-Vauvre.

### Bassin versant
La Vauvre traverse six zones hydrographiques pour un total de 211 km2 de superficie. Ce bassin versant est constitué à 93,26 % de « territoires agricoles », à 5,40 % de « forêts et milieux semi-naturels », à 1,38 % de « territoires artificialisés »,.

### Affluents
La Vauvre a vingt deux tronçons affluents référencés, avec sept de rang de Strahler supérieur à un (avec affluents) dont les deux principaux de plus de dix kilomètres sont :
- la Couarde (rd[note 2]), 22,1 km sur sept communes avec cinq tronçons affluents - dont un bras -  et de rang de Strahler trois[5].
- les Barres ou ruisseau de Lazais (rd), 12,5 km sur les trois communes de Crozon-sur-Vauvre, Crevant et Nouziers et de rang de Strahler deux.

Les quatre affluents nommés de moins de dix kilomètres de longueur sont :
- le Rateau (rg), 2,6 km sur les deux communes de Crozon-sur-Vauvre et Aigurande sans affluent.
- la Lande (rd), 9,4 km sur les deux communes de Crozon-sur-Vauvre et Crevant et de rang de Strahler trois.
- le ruisseau le Ris Blanc (rd), 5 km sur la seule commune de Chassignolles, avec un seul affluent de 1,2 km sur la même commune, et donc de rang de Strahler deux.
- le ruisseau des Presles (rg), 2,7 km sur les deux communes de Tranzault et Mers-sur-Indre, sans affluent.

Deux affluents non nommés sont de rang de Strahler deux avec un et trois affluents.

### Rang de Strahler
Donc son rang de Strahler est de quatre par la Couarde.

## Hydrologie
Son régime hydrologique est dit pluvial.

## Aménagements et écologie

### Histoire et culture
La Vauvre alimente notamment le moulin d'Angibault à Montipouret, dont George Sand a tiré son célèbre roman le Meunier d'Angibault.
Le moulin Neuf, sur la commune de Saint-Denis-de-Jouhet, est le dernier moulin en activité sur cette rivière. Son propriétaire est le dernier artisan meunier du département. Le moulin fut construit sur la Vauvre au début du XIXe siècle par le seigneur de Séguière.

### Pêche et poissons
Le cours d'eau est de deuxième catégorie ; les poissons susceptibles d’être péchés sont : ablette, barbeau commun, black-bass à grande bouche, brème, brochet, carassin, gardon, goujon, perche, poisson-chat, rotengle, sandre, silure et tanche[réf. nécessaire].
Il existe un parcours touristique de pêche sur la Vauvre, entre le moulin d'Angibault et le centre de la commune de Montipouret[réf. nécessaire].